# Daniel Paul Schreber

Daniel Paul Schreber

Daniel Paul Schreber (* 25. Juli 1842 in Leipzig; † 14. April 1911 ebenda) war ein deutscher Jurist und Schriftsteller.
Bekannt ist Schreber bis heute vor allem als Urheber seiner 1903 erschienenen Denkwürdigkeiten eines Nervenkranken, in denen er eine seit 1893 bei ihm bestehende Psychose en detail beschrieb. Carl Gustav Jung, Sigmund Freud, Elias Canetti, William G. Niederland, Zvi Lothane u. a. haben sich seither in mehr oder minder großem Umfang mit der medizinisch-psychologischen Deutung der Denkwürdigkeiten befasst. Mit der Lebensgeschichte des Gerichtspräsidenten Daniel Paul Schreber befasst sich insbesondere das Sächsische Psychiatriemuseum in Leipzig.

## Leben
Paul Schreber war Sohn des Pädagogen und Orthopäden Moritz Schreber, des Namensgebers der späteren Schreber- bzw. Kleingarten-Bewegung. Der Vater, der als einer der Hauptvertreter der „Schwarzen Pädagogik“ gilt, erzog seine Kinder mittels orthopädischer Geräte zu „gesunder Haltung“. Paul Schreber hatte einen Bruder Daniel Gustav (1839–1877) und drei Schwestern. Der ältere Bruder starb 1877 durch Suizid. Schreber heiratete 1878 die fünfzehn Jahre jüngere Sabine Behr (1857–1912). Nachdem diese sechs spontane Fehlgeburten erlitten hatte, adoptierte Schreber 1903 eine zehnjährige Halbwaise, die bis 1907, als Sabine einen Schlaganfall hatte, in der Familie Schreber lebte. Die Adoptivtochter wurde 1972 von William G. Niederland interviewt.
Nach dem Abitur an der Thomasschule studierte Schreber Jura. Während seines Studiums wurde er 1860 Mitglied der Leipziger Burschenschaft Germania. Nach seinem Studium wurde er Richter im sächsischen Staatsdienst. 1884 kandidierte er erfolglos als Nationalliberaler bei der Reichstagswahl, woraufhin er erkrankte und sechs Monate in einer Klinik verbrachte. Sigmund Freud zitiert in seiner Analyse des Falls Schreber für diese leichte erste Erkrankung ein Formulargutachten des behandelnden Arztes Paul Flechsig, wonach Schreber unter Hypochondrie gelitten habe; Schreber selbst schreibt in den Denkwürdigkeiten, er habe bei dieser ersten Erkrankung unter dem Wahn gelitten, einer abnormen stetigen Gewichtsabnahme zu unterliegen. Diese erste leichtere Erkrankung verzog sich während des Klinikaufenthalts bei Flechsig bald, und Schreber konnte bereits nach einem halben Jahr im Juni 1885 als geheilt entlassen werden.
Im Juni 1893 wurde Schreber, der seit 1891 Präsident des Landgerichts Freiberg war, zum Senatspräsidenten am Oberlandesgericht Dresden ernannt, und er entging dieser Pflicht, indem er – ein zweites Mal – psychisch erkrankte und das Amt am 1. Oktober 1893 niederlegen durfte. Diese schwerere Erkrankung äußerte sich zunächst durch wochenlange Schlaflosigkeit und schwere Depression mit Suizidabsichten, woraufhin im November 1893 eine erneute Einweisung bei Flechsig in der Medizinischen Fakultät der Universität Leipzig erfolgte; dort entwickelte er in der Folge schwerste psychotische Wahnvorstellungen und Paranoia, die damalige Diagnose lautete Dementia praecox und dann einfach Paranoia. In diesem Zustand, in dem Schreber die Klinik als Flechsigsche Hölle wahrnahm und bezeichnete, wurde er zunächst im Juni 1894 für etwa drei Wochen in die Piersonsche Privatheilanstalt für Geisteskranke zu Coswig (von ihm Teufelsküche genannt), dann in die Anstalt Sonnenstein (für ihn das Teufelsschloß) bei Pirna verbracht, wo sich sein Zustand schließlich nach einigen Jahren äußerlich zu bessern schien.
In der Zwischenzeit hatte Schreber ein komplexes Rechtfertigungskonstrukt im Rahmen seiner Paranoia und Wahnvorstellungen ersonnen, das er zum Ende seines Aufenthaltes in der Anstalt Sonnenstein in seinem Buch Denkwürdigkeiten eines Nervenkranken niederlegte, welches 1903 erschien; er sei, argumentierte er, zwar nervenkrank, was seiner Überzeugung nach verschiedene objektiv gegebene übersinnliche Vorgänge im Zusammenhang mit seinen eigenen und fremden, sogar göttlichen Nerven in Gang gesetzt habe, an die Schreber fest glaubte und aufgrund derer er zum neuen Mittelpunkt des Universums geworden sei, aber eben nicht geisteskrank. Auf Grundlage dieser Argumentation, er sei lediglich Opfer göttlich-übersinnlicher Wunder, die ihm eine neue, irreguläre Weltordnung offenbart hätten. Schreber war davon überzeugt, dass Gott ihn beauftragt hatte, die Welt zu retten, dass dies jedoch nur durch die Verwandlung in eine Frau erreicht werden konnte und eine neue Bevölkerung entstand, nachdem er von Gott geschwängert worden war. Im Übrigen aber im Vollbesitz geistiger Gesundheit, führte Schreber kurz nach der Jahrhundertwende einen Prozess, um die während seines Klinikaufenthalts erfolgte Entmündigung aufheben zu lassen, den er schließlich gewann (wobei das Königl. Oberlandesgericht Dresden ihm zwar eine nach wie vor bestehende Geisteskrankheit attestierte, diese aber als nicht länger für ihn oder andere gefährlich beurteilte), woraufhin er im Dezember 1902 entlassen wurde.
Im Jahre 1907, nachdem seine Mutter gestorben war und seine Frau einen Schlaganfall erlitt, erfolgte jedoch eine dritte, wiederum schwere seelische Erkrankung Schrebers mit Einweisung in die Heilanstalt Dösen, in der er schließlich im Jahre 1911 in geistiger Umnachtung verstarb. Über diese dritte Erkrankung Schrebers ist nichts bekannt.
Insgesamt brachte Schreber vierzehn Jahre seines Lebens in Nervenheilanstalten zu:
- während seiner ersten Erkrankung von Dezember 1884 bis Juni 1885,
- während seiner zweiten Erkrankung von November 1893 bis Dezember 1902
- sowie von 1907 bis zu seinem Tod im Jahre 1911.

Schrebers 1903 veröffentlichte Denkwürdigkeiten nehmen auch heute noch eine Sonderstellung in der Psychiatrie ein; das Buch ist weiterhin Gegenstand der psychologisch-medizinischen Begutachtung, da es sich dabei um einen sehr seltenen Fall handelt, in dem eine komplexe psychotische Wahnerkrankung vom Patienten selbst noch im Zustand ihres Bestehens in stringenter, kohärenter, klarer und vollkommen in sich geschlossener Form beschrieben wurde.
Daniel Paul Schreber wurde im Familiengrab auf dem Neuen Johannisfriedhof (VI. Abteilung, Nr. 67) beerdigt. Darin ruhen auch sein Vater, seine Mutter, seine Frau Sabine, zwei seiner totgeborenen Kinder, sein Bruder Daniel Gustav, seine Schwester Clara (1848–1917) mit ihrem Gatten, Landgerichtsdirektor Heinrich Theodor Krause (1838–1906), sowie seine ledige Schwester Sidonie (1846–1924).

## Der Fall Schreber
Sein Buch gilt als klassische Fallstudie aus Sicht eines Psychosekranken. Basierend auf dieser Fallstudie schrieb Sigmund Freud 1910/11 den Aufsatz Psychoanalytische Bemerkungen zu einem autobiographisch beschriebenen Fall von Paranoia (Dementia Paranoides), der 1911 erschien. Darin entwickelte er seine Sicht der Paranoia, indem er Schrebers „Fall für die These benutzte, dass der männlichen Paranoia ein homosexueller Konflikt zugrunde liegt.“ Aufschlussreich im Hinblick auf Schrebers zentralen Wahn, sich in ein Weib zu verwandeln bzw. diesbezügliche Entmannungsängste, die sich auf seinen behandelnden Arzt Dr. Flechsig bezogen, ist ein von Flechsig geschriebener und später an Freud übersandter Artikel aus dem Jahre 1886, wonach Flechsig in seiner Anstalt mit der Kastration seiner psychiatrisierten Patienten experimentierte. Dies wird von Freud in seiner Analyse aber nicht erwähnt.
In den 1950er Jahren begann William G. Niederland, ein Psychiater und Analytiker, Schrebers biografischen Hintergrund zu erforschen. Er kam als erster auf die Idee, einige der Bücher zu analysieren, die Vater Schreber über Erziehung verfasst hatte. Er war der Überzeugung, dass die Rolle des Vaters in früheren Forschungen vernachlässigt worden sei. Niederland widmete einen großen Teil seines wissenschaftlichen Interesses jahrzehntelang dem Fall Schreber. Er veröffentlichte zahlreiche Artikel über Schreber, in denen er den Fokus auf die Sohn-Vater-Beziehung legte. Seine erste Arbeit über Schreber wurde 1951 unter dem Titel Three Notes on the Schreber Case veröffentlicht. Morton Schatzman, ein seinerzeit junger amerikanischer, in England lebender Psychiater, baute sein 1973 erschienenes Buch Soul Murder: Persecution in the Family auf Niederlands Untersuchungen zum Fall Schreber auf; sein ausschließliches Augenmerk galt ebenfalls Vater Schreber. Niederlands Buch über Schreber erschien erst 1974, The Schreber Case: Psychoanalytic Profile of a Paranoid Personality. Zwischen Schatzman, der damals Anhänger der antipsychiatrischen Bewegung von Ronald D. Laing war, die den Einfluss der Realität auf Geisteskrankheit mit besonderer Betonung der Familie hervorhob, und den sogenannten Freudianern, unter ihnen Niederland, entbrannte ein heftiger Streit. Schatzman betrachtete Freuds These über Schrebers unterdrückte homosexuelle Gefühle seinem Vater gegenüber als lächerliche Belanglosigkeit. Er warf Freud vor, die Bücher des Vaters Schreber, obwohl er von ihnen wusste, nicht als Dokumente verwendet zu haben. (Angaben nach dem Buch von Malcolm)
Niederland verteidigte Freud gegen diesen Vorwurf mit der Bemerkung, Schatzman ignoriere „die Politik der Zurückhaltung“, die Freud sich seiner eigenen Ankündigung zufolge in seiner Abhandlung auferlegt hatte, um die Gefühle Schrebers, seiner Familie und seines Psychiaters Paul Flechsig zu schonen. Die Diskussion zwischen Niederland und Schatzmann wurde von Zvi Lothane in dessen Arbeiten zur Rehabilitierung Schrebers aufgenommen.
In dem Abschnitt Herrschaft und Paranoia des Werkes Masse und Macht von Elias Canetti stellen die Denkwürdigkeiten das am eingehendsten analysierte Dokument zum Themenfeld der Macht dar. Laut Canetti sind die Denkwürdigkeiten „das mit Abstand wichtigste Dokument über den Einen“, d. h. den Glauben eines jeden Diktators, die gesamte Menschheit überleben zu können.
Gilles Deleuze und Félix Guattari gehören zu den Kritikern Freuds, die seinen Familialismus als zu einseitig bei der Beurteilung des Falles Schreber ansehen.

## Literatur

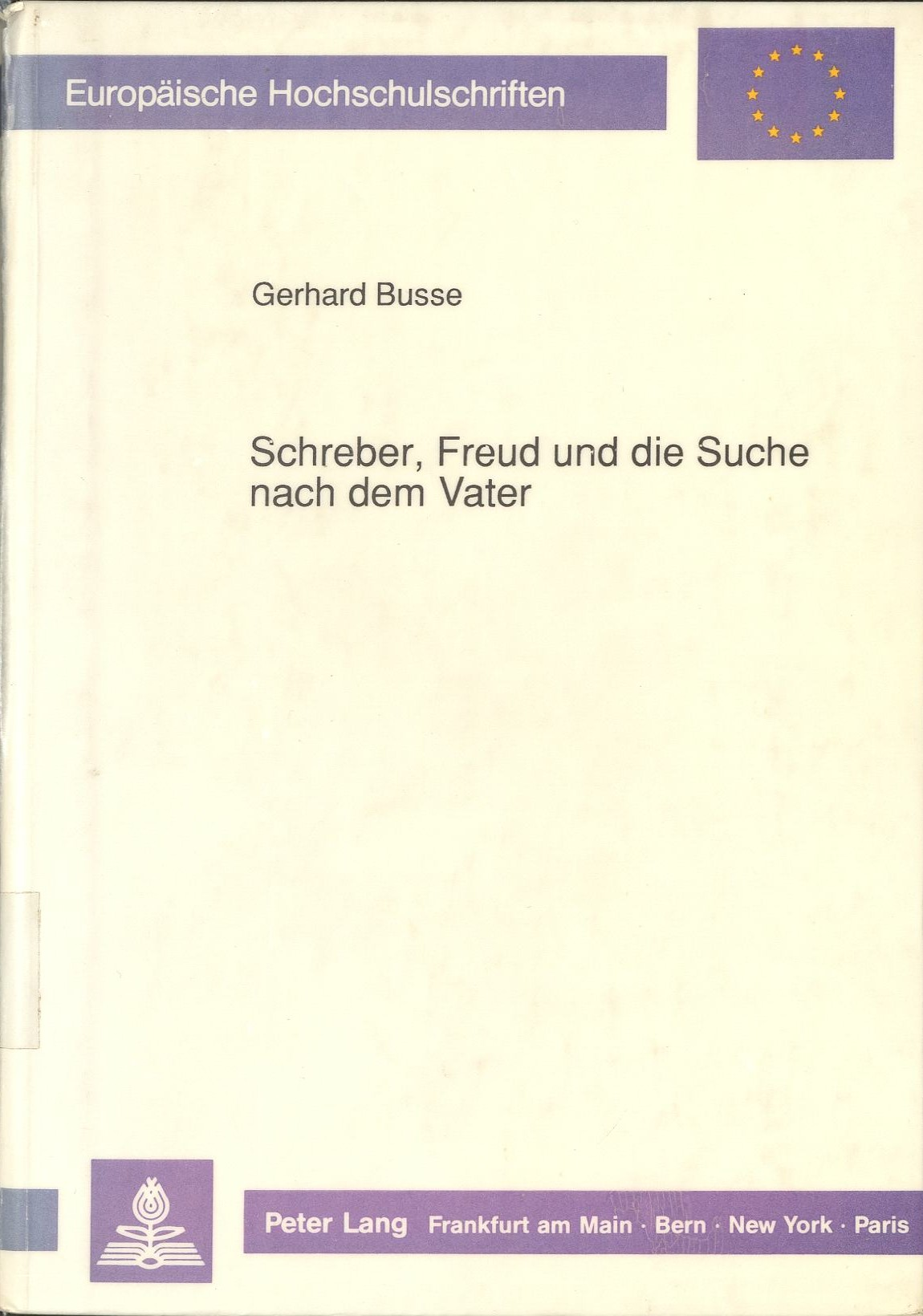
Gerhard Busse, Dissertation, Münster 1991

## Werke
- Denkwürdigkeiten eines Nervenkranken, nebst Nachträgen und einem Anhang über die Frage: ›Unter welchen Voraussetzungen darf eine für geisteskrank erachtete Person gegen ihren erklärten Willen in einer Heilanstalt festgehalten werden?‹ Mutze, Leipzig 1903 (Erstausgabe).
- Denkwürdigkeiten eines Nervenkranken, nebst Nachträgen und einem Anhang über die Frage: ›Unter welchen Voraussetzungen darf eine für geisteskrank erachtete Person gegen ihren erklärten Willen in einer Heilanstalt festgehalten werden?‹ Psychosozial, Gießen 2003, ISBN 3-89806-262-7 (Faksimilierte Neuauflage der Ausgabe Leipzig 1903, herausgegeben mit einem Nachwort, Personen- und Sachregister versehen von Gerd Busse).
- Denkwürdigkeiten eines Nervenkranken, nebst Nachträgen und einem Anhang über die Frage: ›Unter welchen Voraussetzungen darf eine für geisteskrank erachtete Person gegen ihren erklärten Willen in einer Heilanstalt festgehalten werden?‹ Kulturverlag Kadmos, Berlin 2003, ISBN 3-931659-50-X (Neuausgabe mit einem Nachwort von Wolfgang Hagen).